# Живојин Станковић
Живојин С. Станковић (Књажевац, 1885 – Вертекоп, 1918) био је пилот Краљевине Србије. Припадао је првој групи од шест пилота који су се школовали у Француској 1912. године.

## Биографија
Живојин С. Станковић је завршио Војну академију у Београду 1909. године и као потпоручник службовао у артиљеријском пуку. Завршио је Блериову пилотски школу у Етампу Француска 1912. године и добио диплому пилота ФАИ бр. 1027. Као пилот је учествовао у оба балканска рата и Великом рату. Разболео се од маларије почетком 1918. године на Солунском фронту и убрзо преминуо не дочекавши пробој фронта и ослобођење отаџбине. Када је умро, по чину је био капетан.